# Dianthus borbasii
Dianthus borbasii är en nejlikväxtart. Dianthus borbasii ingår i släktet nejlikor, och familjen nejlikväxter.

## Underarter
Arten delas in i följande underarter:
- D. b. borbasii
- D. b. capitellatus